# The Beat Goes On (Sonny & Cher)
The Beat Goes On is een single van Sonny & Cher. Het is afkomstig van hun album In Case You're in Love. De componist van het lied Sonny Bono trad tevens op als muziekproducent. Cher zong tegen een achtergrond verzorgd door een groep studiomuzikanten die bekendstond onder de naam The Wrecking Crew. Een van de bassisten in die groep, Carol Kaye, zei later over The Beat Goes On:
Well, "The Beat Goes On" is a biggie. I mean, it was a nothing song, and then the bass line kind of made that. But you'd have to say all of them. There's only a certain song, like "You've lost that lovin' feelin'" that was guaranteed to be a hit because it was a great song. But about 95% of that stuff would not have been a hit without us, that's true.
De single is ongeveer 9 miljoen keer de toonbank overgegaan.
The Beat Goes On werd gespeeld tijdens de begrafenis van Bono en het staat tevens op zijn zerk. Cher zong het later nog tijdens een aantal tournees.
Het nummer werd verschillende keren gecoverd, maar geen van deze covers was zo succesvol als het origineel. In Engeland had de band All Seeing I nog wel een hitnotering aldaar met dit nummer, dat samples van de stem van Buddy Rich' dochter bevatte.

## Hitnotering
In de Britse Single top 50 bleef het in acht weken steken op plaats 29. In de Verenigde Staten haalde het de zesde plaats in elf weken notering in de Billboard Hot 100.

### Nederlandse Top 40
| Positie: | 30 | 15 | 11 | 8 | 8 | 9 | 11 | 14 | 23 | 37 | 39 | uit |

### NederlandseHilversum 3 Top 30
| Positie: | 19 | 14 | 8 | 7 | 11 | 12 | 20 | uit |

### BelgischeBRT Top 30
Deze hitlijst bestond nog niet.

### Vlaamsevoorloper Ultratop 30
| Positie: | 15 | 12 | 10 | 9 | 6 | 5 | 5 | 10 | 10 | 13 | 18 | uit |

### NPO Radio 2 Top 2000
The Beat Goes On stond alleen in 1999 in de NPO Radio 2 Top 2000, op plek 1829.

## Andere uitvoeringen
- De tienerdochter van jazzdrummer Buddy Rich, Cathy Rich, zong het lied op diens album Big Swing Face uit 1967.
- De Amerikaanse jazzfluitist Herbie Mann speelde een instrumentale interpretatie van het lied op zijn album The Beat Goes On uit 1967.
- Een vrije instrumentale interpretatie verscheen in 1967 ook op het album The Beat Goes On van het Amerikaanse jazzduo Young-Holt Unlimited.
- De Amerikaanse jazzsaxofonist Sonny Criss improviseerde vrijelijk op dit lied op het album The Beat Goes On! uit 1968.
- De Amerikaanse rockband Vanilla Fudge bracht een versie van het lied op hun album The Beat Goes On uit 1968.
- De Italiaanse discoproducer Orbit bracht in 1982 op het album The Beat Goes On drie electroversies uit.